# Забор'я (Макаровська волость)
Забор'я (рос. Заборье) — присілок в Новоржевському районі Псковської області Російської Федерації.
Населення становить 19 осіб. Входить до складу муніципального утворення Новоржевська волость.

## Історія
Від 2015 року входить до складу муніципального утворення Новоржевська волость.

## Населення
| 2001 | 2002 | 2010 |
| ---- | ---- | ---- |
| 32   | ↘26  | ↘19  |